# Michael Shaw (baron Shaw de Northstead)
Michael Norman Shaw, baron Shaw de Northstead (9 octobre 1920 - 8 janvier 2021), est un homme politique du Parti libéral national et conservateur britannique qui est député de 1960 à 1964 (en tant que député national libéral) et de 1966 à 1992 pour les conservateurs.

## Carrière
Shaw est né à Leeds et fait ses études à la Sedbergh School. Il se présente en tant que conservateur aux élections générales de mai 1955, au siège sûr du parti travailliste de Dewsbury, perdant par plus de 7 000 voix. Aux élections générales d'octobre 1959, il se présente en tant que « libéral et conservateur » dans la circonscription marginale des travaillistes de Brighouse et Spenborough. Il perd par seulement 47 voix contre le député en exercice Lewis John Edwards, décédé le mois suivant.
Lors de l'élection partielle qui en a résulté en mars 1960, Shaw remporte le siège pour les libéraux et les conservateurs nationaux avec une majorité de 666 voix contre Colin Jackson du Labour. Jackson l'emporte sur Shaw pour le Labour aux élections générales de 1964, par une majorité de 922 voix. Shaw est réélu au Parlement aux élections générales de 1966, pour la circonscription conservatrice sûre de Scarborough et Whitby, il est conservateur pour le reste de sa carrière politique. Il occupe ce siège jusqu'à ce qu'il soit aboli lors des élections générales de février 1974, date à laquelle il est réélu dans la nouvelle circonscription de Scarborough. Il continue à représenter Scarborough jusqu'à sa retraite aux élections générales de 1992, faisant un total de 30 ans en tant que député. Il est également député européen de 1974 à 1979, lorsque les députés européens n'étaient pas directement élus, mais choisis par la Chambre des communes et la Chambre des lords en tant que délégués.
Dans les honneurs d'anniversaire de 1982, Shaw reçoit un titre de chevalier. Shaw est créé pair à vie le 30 septembre 1994 avec le titre de baron Shaw de Northstead, de Liversedge dans le Yorkshire de l'Ouest. Il prend sa retraite de la Chambre des Lords le 31 mars 2015.

## Vie privée
Shaw est décédé le 8 janvier 2021 à l'âge de 100 ans. Il est marié à sa femme Joan pendant 69 ans et vivait à Winchester . Au moment de sa mort, il est le plus ancien député libéral national vivant et le plus ancien ancien député conservateur ou libéral national vivant, étant le seul centenaire survivant de l'un ou l'autre parti.